# Noa Kirel
Noa Kirel (hebreiska: נועה קירל), född som Noya Kirel den 10 april 2001 i Ra'anana i Israel, är en israelisk sångare och skådespelare.
Kirel uppmärksammades först när hon medverkade i dokumentärserien Pushers 2015. Senare samma år släppte hon sin debutsingel "Medabrim" som följdes av "Killer", vars video ansågs utmanande med tanke på Kirels unga ålder. Mellan då och 2016 släppte hon fler framgångsrika singlar: "Yesh Bi Ahava", "Hazi Meshuga" och "Ten Li Siman". 2016 utsågs hon till Årets sångerska vid Israeli Kids' Choice Awards.
2018 medverkade Kirel i TV-serien Kfula, där hon spelade sig själv och bloggaren Kitty Popper. TV-serien blev framgångsrik och ledde bland annat till en långfilm. Samma år medverkade hon som domare i talangprogrammet Israel’s Got Talent.
Hon har vunnit pris för bästa israeliska framträdande på MTV Europe Music Awards mellan 2017 och 2021. Hon representerade Israel i Eurovision Song Contest 2023 i Liverpool med låten "Unicorn" där hon slutade på tredje plats med 362 poäng.